# Firmicus bimaculatus
Firmicus bimaculatus es una especie de araña cangrejo del género Firmicus, familia Thomisidae.

## Distribución
Esta especie se encuentra en Madagascar.